# تأويلات النسوية في الإسلام
تأويل النسوية في الإسلام هو تفسير للنصوص المقدسة في الإسلام (القرآن والسنة) من خلال نظرية منهجية تفسيرية (التأويل) والنسوية الإسلامية لها تاريخ طويل يمكن الاعتماد عليه. تعمل النسويات المسلمات على إعادة تفسير النصوص الإسلامية المتعلقة بالنوع الاجتماعي وتحدي التقاليد التفسيرية (مثل التفسير ، والفقه ، وتجميع الأحاديث) لتعزيز أفكار المساواة بين الجنسين.
تفترض تأويلات النسوية في الإسلام أن المساواة والعدالة بين الجنسين هي الأساس للأخلاق الإسلامية ، وتفكك بشكل نقدي التصورات الإسلامية الأوروبية للمرأة. ويستخدمون أدوات وأساليب متنوعة في الحجة. وتشمل هذه التركيز على النساء (معارضة التحيز الجنسي الذكوري التقليدي)، وإعطاء الأولوية للمساواة والعدالة بين الجنسين، وإعادة تفسير النصوص الدينية ذات الصلة، والتحقيق في السياقات التاريخية للنصوص الدينية والتفسيرات المحافظة التي تتسبب في إدامة الظلم وعدم المساواة، ومناقشتها وكشفها.

## التاريخ والسياق
إن السلوك الاجتماعي والثقافي والسياسي للأفراد والجماعات والمؤسسات والدول الإسلامية يتأثر اليوم بشكل عميق بأدبيات المشورة الإسلامية، بما في ذلك التقاليد التفسيرية الدينية.
وبحسب عدد من العلماء، ومنهم شيميم بورني عباس، فإن العديد من الأحاديث قد حُرفت أو حتى اختُلقًت بعد وفاة النبي محمد، مثل الإسرائيليات. يرى عباس أن بعض الأحاديث ربما بدأت من أجل الترفيه العام، ثم دُونَت كمصدر موثوق؛ وبالنسبة للآخرين، كانت فرصة لاستغلال تفسير منحرف لتحقيق مصالح خاصة في ثقافة ديناميكيات القوة التنافسية الشرسة؛ خاصةً مع التأثير السياسي على الحديث. وبحسب عباس، فإن التفسيرات الأبوية لا تُستخدم فقط لإبعاد النساء عن المنافسة السياسية، وإبقاء الرجال في السلطة من خلال تهميش النساء إلى أدوار تابعة، بل واستغلال مواردهن الهائلة أيضًا.
وفقًا لبيتشي، في سياق ظهور وجهات النظر النسوية بحلول نهاية القرن التاسع عشر وأوائل القرن العشرين، بدأت التفسيرات من النساء المسلمات في الظهور. وفقًا لبيتشي، في سياق النساء المسلمات عندما جاءت الموجة الأولى من النسوية، بدأت كلتا المجموعتين من النساء العلمانيات والمائلات إلى الدين في استخدام الحجج الدينية لنشر ادعاءاتهن، لكن الوصول إلى التعليم الديني الحداثي للجيل الأول من النساء المسلمات النسويات كان محدودًا وكان عليهن الاعتماد إلى حد كبير على الحجج التي طرحها الرجال الحداثيون. ولهذا السبب، وباستثناء بعض الاستثناءات القليلة، كانت القراءة المنهجية للنصوص الإسلامية لا تزال مفقودة في جهود الدفعة الأولى من محاولات تحقيق المساواة بين النساء المسلمات. بدأت التأويلات النسوية الفعالة للمساواة بين الجنسين في الأدب القرآني في الظهور على الآفاق الأدبية بحلول الربع الأخير من القرن العشرين وبدأت تصبح ملحوظة بحلول تسعينيات القرن العشرين في جميع أنحاء العالم الإسلامي.

### نسويات إسلاميات بارزات
يذكر بيتشي أن باور 2015 وموسوعة المرأة والثقافات الإسلامية تتضمن عدة إدخالات عن المرأة في التفسير المحافظ والنسوي. يقدم كوك (2001) أحد الروايات المبكرة عن نشأة الحركة النسوية الإسلامية. يتناول بدران (2009) مستويات أكثر نضجًا في مجال النسوية الإسلامية. وقد غطت مجلة حواء التي تصدرها دار بريل للنشر منذ عام 2003 العديد من المقالات النسوية الإسلامية. يتضمن كتاب كينسيليتو 2008 التقاطًا فعالًا للمناقشات المحيطة بمصطلح ومفاهيم "النسوية الإسلامية". يقدم كتاب هداية الله 2014 نظرة عامة ممتازة على التأليف النسوي الإسلامي في الغرب.

## نموذج التأويل النسوي
ان النسويات الاسلاميات لا ينكرن القران ولا يردن بدائل للايات لكنهن يناقشن التاويل والسياق الذي تم فيه  التفسر. فمثلا  الباحثة زيبا مير-حسيني تؤكد أن "المشكلة لم تكن يومًا في النص، بل في السياق". بهذا، تدعو النسويات الإسلاميات إلى التمييز بين الشريعة كقيمة إلهية ثابتة، والفقه كمنتج تاريخي خاضع للتغير والمراجعة.
تنظر النسويات على أن المفسرين للقرآن الكريم كان لديهم تحيز جنسي مما أدى لمشاكل منهجية. وبالتالي يرون أن طريقة التفسير الكلاسيكية تحتوي على عدم المساواة في المعنى وتصف علاقات غير عادلة بين الجنسين. وهنا يمكن تقديم التأويل النسوي كطريقة بديلة لتفسير القرآن الكريم.
تتكون الهيرمينوطيقا النسوية من صياغة أفكار الشخصيات النسوية الإسلامية فيما يتعلق بمنهجية تفسير القرآن الكريم. يمكن تفسير صياغة النموذج التأويلي للنسوية في خمسة مخططات وهي:
أولًا بناءً على وجهات نظر المرأة. إن تجربة المرأة في تفسير القرآن الكريم أمر مهم. إذا تم تفسير القرآن الكريم بناء على تجربة الرجال، فإن تصورات الرجال تؤثر على موقف المرأة من التفسير.
ثانيًا صياغة نظرية النسوية. إن النظريات النسوية التي تركز على فكرة المساواة والعدالة بين الجنسين تصبح إطارًا لبناء تأويلات النسوية. إذا كانت التأويلات النقدية مؤطرة بالنظرية النقدية، فإن تأويلات النسوية مؤطرة بالنظرية النسوية.
ثالثًا استخدام أسلوب السياق التاريخي. المنهج السياقي التاريخي، أي الاهتمام بالسياق الزمني وخلفية الآية أو أسباب النزول. تهدف هذه الطريقة إلى التمييز بين الآيات الخاصة، أي الآيات التي تحدد وضع وحالة المجتمع العربي في القرن السابع، والآيات العالمية، أي الآيات لجميع البشر.
رابعًا المنهج النصي. إن تطبيق أسلوب التناص يهدف إلى تطوير إطار يعتمد على التفكير المنظم لربط عدة آيات تتناول نفس الموضوع بحيث تبدو مترابطة وفقا لآيات القرآن الكريم، بدلا من تطبيق معنى واحد على آية واحدة.
خامسًا النموذج التوحيدي. ولكي نحصل على تفسير عادل للمرأة، لا بد أن نعود إلى التعاليم الأساسية للقرآن، أي التوحيد كنموذج لتفسير القرآن. إن مفهوم التوحيد يعترف بوحدة الله ووحدانيته وعدم انقسامه. التوحيد هو منهج أساسي في التأويل النسوي لتفسير القرآن الكريم وهو عقيدة وحدة الله التي لا تضاهى. مع نموذج التوحيد سيتضح الاختلاف في القرآن مع تفسيره

## فهم الانتقادات ومعالجتها
إن عائشة هداية الله من خلال تأويلاتها في كتابها "الحواف النسوية للقرآن" لا تتناول الانتقادات القادمة من الدوائر المحافظة فحسب، بل تحاول أيضًا إجراء مراجعة صادقة للأقران من النسويات الإسلاميات.
تشير صدف جعفر في مقالها البحثي إلى أن "النساء الملحدات واللاأدريات الباكستانيات" واضحات للغاية في سيرهن الذاتية (على الإنترنت) حيث يعتمدن على مصادر بديلة للقيم الأخلاقية القائمة على الإنسانية كما تزعم أن القيود في "الإسلام" معيبة بشكل أساسي في افتراضاتها وإسقاطاتها للهويات العرقية والجندرية.

## طالع أيضًا
- النظرية النسوية
- الأدوار الجندرية في الإسلام
- التأويل
- النسوية الإسلامية
- آراء النسوية الإسلامية حول قواعد اللباس
- الليبرالية والتقدمية في الإسلام
  - قائمة النسويات المسلمات[الإنجليزية]
- مساواة
- المرأة في الإسلام
- المبادرة الإسلامية للمرأة في الروحانية والمساواة
- المرأة في القرآن الكريم

## الأعمال المذكورة
- Ali، Kecia (2006). Sexual Ethics And Islam: Feminist Reflections on Qur'an, Hadith, and Jurisprudence (ط. First). Boston: Oneworld Publications. ISBN:978-1851684564.
- Hidayatullah، Aysha A. (2014). Feminist Edges of The Qur'an. ISBN:978-0199359578.
- Irsyadunas، Irsyadunas (2014). Hermeneutika Feminisme dalam pemikiran tokoh Islam kontemporer (ط. First). Yogyakarta: Bantul Kaukaba Dipantara. ص. 3.
- Mardinsyah، Mardety (2018). Hermeneutika Feminisme Reformasi Gender dalam Islam. Jakarta: bitread. ISBN:978-602-0721-72-9.
- Mulia، Musdah (2014). Kemuliaan Perempuan dalam Islam. Jakarta: PT. Elex Media Komputindo . ISBN:978-602-02-5326-8.
- Wadud، Amina (1999). Qur'an and Woman: Rereading the Sacred Text from a Woman's Perspective Paperback (ط. Reprint). Inggris: دار نشر جامعة أكسفورد. ISBN:978-0195128369.